# Pilunno
Pilunno (latino: Pilumnus) è una figura misteriosa della mitologia romana arcaica, era un dio protettore dei neonati nelle case contro le malefatte di Silvano.

## Caratteristiche
Era associato per questa funzione a due altre misteriose dee: Intercidona e Deverra. La prima è la dea "dei colpi di scure" contro le porte per cacciare il demone Silvano, e la seconda della scopa con cui si spazzava la soglia dopo la nascita di un bambino.
Permettevano quindi ai bambini di crescere e rimanere sani.
Pilunno deriverebbe il suo nome dal latino: pilon (pestello), col quale si colpiva la porta nella stessa occasione. 
Scure, pestello e scopa passavano per simboli della coltivazione.
Un'altra possibile etimologia lo fa derivare da pilum (il giavellotto dei romani).
Veniva chiamato anche Picummus, forse associandolo al dio Pico oppure era così chiamato il fratello. 
Nell'Eneide , Virgilio fa di Pilunno il nonno di Turno ed il padre di Dauno.
Gli antichi romani costruivano un letto supplementare dopo la nascita di un figlio, al fine di assicurarsi l'aiuto del dio.
Durante una cerimonia in onore di questo dio, si conficcava nel terreno un palo.